# Kirrama naumanni
Kirrama naumanni is een steenvlieg uit de familie Gripopterygidae. De wetenschappelijke naam van de soort is voor het eerst geldig gepubliceerd in 1993 door Theischinger.